# FA Cup 1980/81
Der FA Cup 1980/81 war die 100. Austragung des The Football Association Challenge Cup (meist als FA Cup bekannt).
Der Pokalwettbewerb startete mit der Qualifikation zwischen dem 30. August 1980 und dem 10. November 1980. Die Hauptrunde begann anschließend ab dem 22. November 1980 und endete mit den beiden Finalspielen in Wembley in London am 9. Mai 1981 und 14. Mai 1981 vor jeweiligen Kulissen von offiziell 100.000 bzw. 92.000 Zuschauern. Sieger des Wettbewerbs wurde zum sechsten Mal Tottenham Hotspur. Unterlegener Finalist war Manchester City.

## Wettbewerb

### Erste Hauptrunde
| Datum             |                        | Ergebnis |                             |
| ----------------- | ---------------------- | -------- | --------------------------- |
| 22. November 1980 | FC Barnet              | 2:2      | FC Minehead                 |
| 22. November 1980 | FC Blackpool           | 4:0      | Fleetwood Town              |
| 22. November 1980 | Blyth Spartans         | 2:1      | Burton Albion               |
| 22. November 1980 | Boston United          | 0:4      | Rotherham United            |
| 22. November 1980 | FC Brentford           | 2:2      | Addlestone & Weybridge Town |
| 22. November 1980 | FC Burnley             | 1:0      | FC Scarborough              |
| 22. November 1980 | FC Burscough           | 1:2      | FC Altrincham               |
| 22. November 1980 | FC Chester             | 1:2      | FC Barnsley                 |
| 22. November 1980 | Colchester United      | 3:0      | FC Portsmouth               |
| 22. November 1980 | FC Darlington          | 0:2      | FC Bury                     |
| 22. November 1980 | Gravesend & Northfleet | 1:2      | St Albans City              |
| 22. November 1980 | FC Enfield             | 3:0      | FC Wembley                  |
| 22. November 1980 | Exeter City            | 5:0      | FC Leatherhead              |
| 22. November 1980 | FC Gillingham          | 2:1      | FC Dagenham                 |
| 22. November 1980 | Harlow Town            | 0:2      | Charlton Athletic           |
| 22. November 1980 | Hull City              | 2:1      | Halifax Town                |
| 22. November 1980 | Kettering Town         | 1:1      | Maidstone United            |
| 22. November 1980 | Kidderminster Harriers | 1:1      | FC Millwall                 |
| 22. November 1980 | Lincoln City           | 1:0      | FC Gateshead                |
| 22. November 1980 | Mansfield Town         | 3:1      | AFC Rochdale                |
| 22. November 1980 | AFC Mossley            | 1:0      | Crewe Alexandra             |
| 22. November 1980 | Northampton Town       | 1:4      | Peterborough United         |
| 22. November 1980 | Northwich Victoria     | 1:1      | Huddersfield Town           |
| 22. November 1980 | Oxford United          | 1:0      | FC Aldershot                |
| 22. November 1980 | Plymouth Argyle        | 2:0      | AFC Newport County          |
| 22. November 1980 | Port Vale              | 4:2      | Bradford City               |
| 22. November 1980 | FC Reading             | 1:2      | FC Fulham                   |
| 22. November 1980 | Scunthorpe United      | 3:1      | Hartlepool United           |
| 22. November 1980 | Southend United        | 0:1      | Hereford United             |
| 22. November 1980 | Stockport County       | 0:0      | Sheffield United            |
| 22. November 1980 | Sutton Coldfield Town  | 0:2      | Doncaster Rovers            |
| 22. November 1980 | Swindon Town           | 3:2      | FC Weymouth                 |
| 22. November 1980 | Torquay United         | 2:0      | Barton Rovers               |
| 22. November 1980 | Tranmere Rovers        | 0:0      | York City                   |
| 22. November 1980 | FC Walsall             | 3:0      | Stafford Rangers            |
| 22. November 1980 | Wigan Athletic         | 2:2      | FC Chesterfield             |
| 22. November 1980 | FC Wimbledon           | 7:2      | FC Windsor & Eton           |
| 22. November 1980 | AFC Workington         | 0:0      | Carlisle United             |
| 22. November 1980 | Wycombe Wanderers      | 0:3      | AFC Bournemouth             |
| 22. November 1980 | Yeovil Town            | 2:1      | FC Farnborough              |

#### Wiederholungsspiele
| Datum             |                   | Ergebnis |                             |
| ----------------- | ----------------- | -------- | --------------------------- |
| 25. November 1980 | FC Brentford      | 2:0      | Addlestone & Weybridge Town |
| 25. November 1980 | FC Chesterfield   | 2:0      | Wigan Athletic              |
| 25. November 1980 | Huddersfield Town | 6:0      | Northwich Victoria          |
| 25. November 1980 | FC Millwall       | 1:0      | Kidderminster Harriers      |
| 25. November 1980 | FC Minehead       | 1:2      | FC Barnet                   |
| 25. November 1980 | Sheffield United  | 3:2      | Stockport County            |
| 25. November 1980 | York City         | 1:2      | Tranmere Rovers             |
| 26. November 1980 | Maidstone United  | 0:0      | Kettering Town              |
| 1. Dezember 1980  | Carlisle United   | 4:1      | AFC Workington              |
| 1. Dezember 1980  | Maidstone United  | 3:1      | Kettering Town              |

### Zweite Hauptrunde
| Datum             |                   | Ergebnis |                     |
| ----------------- | ----------------- | -------- | ------------------- |
| 13. Dezember 1980 | FC Barnet         | 0:1      | Peterborough United |
| 13. Dezember 1980 | FC Burnley        | 1:1      | Port Vale           |
| 13. Dezember 1980 | FC Bury           | 2:0      | Lincoln City        |
| 13. Dezember 1980 | Carlisle United   | 3:0      | FC Walsall          |
| 13. Dezember 1980 | Charlton Athletic | 2:1      | AFC Bournemouth     |
| 13. Dezember 1980 | Colchester United | 1:1      | Yeovil Town         |
| 13. Dezember 1980 | Doncaster Rovers  | 2:1      | FC Blackpool        |
| 13. Dezember 1980 | FC Enfield        | 2:0      | Hereford United     |
| 13. Dezember 1980 | FC Fulham         | 1:0      | FC Brentford        |
| 13. Dezember 1980 | FC Gillingham     | 0:0      | Maidstone United    |
| 13. Dezember 1980 | Hull City         | 1:1      | Blyth Spartans      |
| 13. Dezember 1980 | FC Millwall       | 0:1      | Exeter City         |
| 13. Dezember 1980 | AFC Mossley       | 1:3      | Mansfield Town      |
| 13. Dezember 1980 | Plymouth Argyle   | 3:0      | Oxford United       |
| 13. Dezember 1980 | Rotherham United  | 0:1      | FC Barnsley         |
| 13. Dezember 1980 | Scunthorpe United | 0:0      | FC Altrincham       |
| 13. Dezember 1980 | Sheffield United  | 1:1      | FC Chesterfield     |
| 13. Dezember 1980 | St Albans City    | 1:1      | Torquay United      |
| 13. Dezember 1980 | Tranmere Rovers   | 0:3      | Huddersfield Town   |
| 13. Dezember 1980 | FC Wimbledon      | 2:0      | Swindon Town        |

#### Wiederholungsspiele
| Datum             |                  | Ergebnis |                   |
| ----------------- | ---------------- | -------- | ----------------- |
| 15. Dezember 1980 | FC Altrincham    | 1:0      | Scunthorpe United |
| 16. Dezember 1980 | Blyth Spartans   | 2:2      | Hull City         |
| 16. Dezember 1980 | FC Chesterfield  | 1:0      | Sheffield United  |
| 16. Dezember 1980 | Maidstone United | 0:0      | FC Gillingham     |
| 16. Dezember 1980 | Port Vale        | 2:0      | FC Burnley        |
| 17. Dezember 1980 | Torquay United   | 4:1      | St Albans City    |
| 17. Dezember 1980 | Yeovil Town      | 0:2      | Colchester United |
| 22. Dezember 1980 | FC Gillingham    | 0:2      | Maidstone United  |
| 22. Dezember 1980 | Hull City        | 2:1      | Blyth Spartans    |

### Dritte Hauptrunde
| Datum          |                      | Ergebnis |                         |
| -------------- | -------------------- | -------- | ----------------------- |
| 3. Januar 1981 | FC Barnsley          | 2:1      | Torquay United          |
| 3. Januar 1981 | Birmingham City      | 1:1      | AFC Sunderland          |
| 3. Januar 1981 | FC Bury              | 1:1      | FC Fulham               |
| 3. Januar 1981 | Colchester United    | 0:1      | FC Watford              |
| 3. Januar 1981 | Derby County         | 0:0      | Bristol City            |
| 3. Januar 1981 | FC Everton           | 2:0      | FC Arsenal              |
| 3. Januar 1981 | Huddersfield Town    | 0:3      | Shrewsbury Town         |
| 3. Januar 1981 | Hull City            | 1:0      | Doncaster Rovers        |
| 3. Januar 1981 | Ipswich Town         | 1:0      | Aston Villa             |
| 3. Januar 1981 | Leeds United         | 1:1      | Coventry City           |
| 3. Januar 1981 | Leicester City       | 3:0      | Cardiff City            |
| 3. Januar 1981 | FC Liverpool         | 4:1      | FC Altrincham           |
| 3. Januar 1981 | Maidstone United     | 2:4      | Exeter City             |
| 3. Januar 1981 | Manchester City      | 4:0      | Crystal Palace          |
| 3. Januar 1981 | Manchester United    | 2:2      | Brighton & Hove Albion  |
| 3. Januar 1981 | Mansfield Town       | 2:2      | Carlisle United         |
| 3. Januar 1981 | Newcastle United     | 2:1      | Sheffield Wednesday     |
| 3. Januar 1981 | Norwich City         | 1:0      | Cambridge United        |
| 3. Januar 1981 | Nottingham Forest    | 3:3      | Bolton Wanderers        |
| 3. Januar 1981 | Notts County         | 2:1      | Blackburn Rovers        |
| 3. Januar 1981 | FC Orient            | 1:3      | Luton Town              |
| 3. Januar 1981 | Peterborough United  | 1:1      | FC Chesterfield         |
| 3. Januar 1981 | Plymouth Argyle      | 1:2      | Charlton Athletic       |
| 3. Januar 1981 | Port Vale            | 1:1      | FC Enfield              |
| 3. Januar 1981 | Preston North End    | 3:4      | Bristol Rovers          |
| 3. Januar 1981 | Queens Park Rangers  | 0:0      | Tottenham Hotspur       |
| 3. Januar 1981 | FC Southampton       | 3:1      | FC Chelsea              |
| 3. Januar 1981 | Stoke City           | 2:2      | Wolverhampton Wanderers |
| 3. Januar 1981 | Swansea City         | 0:5      | FC Middlesbrough        |
| 3. Januar 1981 | West Bromwich Albion | 3:0      | Grimsby Town            |
| 3. Januar 1981 | West Ham United      | 1:1      | AFC Wrexham             |
| 3. Januar 1981 | FC Wimbledon         | 0:0      | Oldham Athletic         |

#### Wiederholungsspiele
| Datum           |                         | Ergebnis |                     |
| --------------- | ----------------------- | -------- | ------------------- |
| 6. Januar 1981  | Bolton Wanderers        | 0:1      | Nottingham Forest   |
| 6. Januar 1981  | Carlisle United         | 2:1      | Mansfield Town      |
| 6. Januar 1981  | FC Chesterfield         | 1:2      | Peterborough United |
| 6. Januar 1981  | Coventry City           | 1:0      | Leeds United        |
| 6. Januar 1981  | FC Enfield              | 3:0      | Port Vale           |
| 6. Januar 1981  | FC Fulham               | 0:0      | FC Bury             |
| 6. Januar 1981  | Oldham Athletic         | 0:1      | FC Wimbledon        |
| 6. Januar 1981  | Wolverhampton Wanderers | 2:1      | Stoke City          |
| 6. Januar 1981  | AFC Wrexham             | 0:0      | West Ham United     |
| 7. Januar 1981  | Brighton & Hove Albion  | 0:2      | Manchester United   |
| 7. Januar 1981  | Bristol City            | 2:0      | Derby County        |
| 7. Januar 1981  | AFC Sunderland          | 1:2      | Birmingham City     |
| 7. Januar 1981  | Tottenham Hotspur       | 3:1      | Queens Park Rangers |
| 12. Januar 1981 | FC Bury                 | 0:1      | FC Fulham           |
| 19. Januar 1981 | AFC Wrexham             | 1:0      | West Ham United     |

### Vierte Hauptrunde
| Datum           |                   | Ergebnis |                         |
| --------------- | ----------------- | -------- | ----------------------- |
| 24. Januar 1981 | FC Barnsley       | 1:1      | FC Enfield              |
| 24. Januar 1981 | Carlisle United   | 1:1      | Bristol City            |
| 24. Januar 1981 | Coventry City     | 3:2      | Birmingham City         |
| 24. Januar 1981 | FC Everton        | 2:1      | FC Liverpool            |
| 24. Januar 1981 | FC Fulham         | 1:2      | Charlton Athletic       |
| 24. Januar 1981 | Leicester City    | 1:1      | Exeter City             |
| 24. Januar 1981 | Manchester City   | 6:0      | Norwich City            |
| 24. Januar 1981 | FC Middlesbrough  | 1:0      | West Bromwich Albion    |
| 24. Januar 1981 | Newcastle United  | 2:1      | Luton Town              |
| 24. Januar 1981 | Nottingham Forest | 1:0      | Manchester United       |
| 24. Januar 1981 | Notts County      | 0:1      | Peterborough United     |
| 24. Januar 1981 | Shrewsbury Town   | 0:0      | Ipswich Town            |
| 24. Januar 1981 | FC Southampton    | 3:1      | Bristol Rovers          |
| 24. Januar 1981 | Tottenham Hotspur | 2:0      | Hull City               |
| 24. Januar 1981 | FC Watford        | 1:1      | Wolverhampton Wanderers |
| 24. Januar 1981 | AFC Wrexham       | 2:1      | FC Wimbledon            |

#### Wiederholungsspiele
| Datum           |                         | Ergebnis |                 |
| --------------- | ----------------------- | -------- | --------------- |
| 27. Januar 1981 | Ipswich Town            | 3:0      | Shrewsbury Town |
| 27. Januar 1981 | Wolverhampton Wanderers | 2:1      | FC Watford      |
| 28. Januar 1981 | Bristol City            | 5:0      | Carlisle United |
| 28. Januar 1981 | FC Enfield              | 0:3      | FC Barnsley     |
| 28. Januar 1981 | Exeter City             | 3:1      | Leicester City  |

### Fünfte Hauptrunde
| Datum            |                         | Ergebnis |                   |
| ---------------- | ----------------------- | -------- | ----------------- |
| 14. Februar 1981 | Ipswich Town            | 2:0      | Charlton Athletic |
| 14. Februar 1981 | FC Middlesbrough        | 2:1      | FC Barnsley       |
| 14. Februar 1981 | Newcastle United        | 1:1      | Exeter City       |
| 14. Februar 1981 | Nottingham Forest       | 2:1      | Bristol City      |
| 14. Februar 1981 | Peterborough United     | 0:1      | Manchester City   |
| 14. Februar 1981 | FC Southampton          | 0:0      | FC Everton        |
| 14. Februar 1981 | Tottenham Hotspur       | 3:1      | Coventry City     |
| 14. Februar 1981 | Wolverhampton Wanderers | 3:1      | AFC Wrexham       |

#### Wiederholungsspiele
| Datum            |             | Ergebnis |                  |
| ---------------- | ----------- | -------- | ---------------- |
| 17. Februar 1981 | FC Everton  | 1:0      | FC Southampton   |
| 18. Februar 1981 | Exeter City | 4:0      | Newcastle United |

### Sechste Hauptrunde
| Datum        |                   | Ergebnis |                         |
| ------------ | ----------------- | -------- | ----------------------- |
| 7. März 1981 | FC Everton        | 2:2      | Manchester City         |
| 7. März 1981 | FC Middlesbrough  | 1:1      | Wolverhampton Wanderers |
| 7. März 1981 | Nottingham Forest | 3:3      | Ipswich Town            |
| 7. März 1981 | Tottenham Hotspur | 2:0      | Exeter City             |

#### Wiederholungsspiele
| Datum         |                         | Ergebnis |                   |
| ------------- | ----------------------- | -------- | ----------------- |
| 10. März 1981 | Ipswich Town            | 1:0      | Nottingham Forest |
| 10. März 1981 | Wolverhampton Wanderers | 3:1      | FC Middlesbrough  |
| 11. März 1981 | Manchester City         | 3:1      | FC Everton        |

### Halbfinale
Die ersten beiden Spiele wurden am 11. April 1981 und das Wiederholungsspiel am 15. April 1981 ausgetragen.
|                   | Ergebnis |                         | Ort                             |
| ----------------- | -------- | ----------------------- | ------------------------------- |
| Manchester City   | 1:0      | Ipswich Town            | Villa Park, Birmingham          |
| Tottenham Hotspur | 2:2      | Wolverhampton Wanderers | Hillsborough Stadium, Sheffield |

#### Wiederholungsspiel
|                   | Ergebnis |                         | Ort              |
| ----------------- | -------- | ----------------------- | ---------------- |
| Tottenham Hotspur | 3:0      | Wolverhampton Wanderers | Highbury, London |

### Finale
| Tottenham Hotspur                                | Tottenham Hotspur | Manchester City | Manchester City |
| ------------------------------------------------ | --- | --- | --------------- |
| Tottenham Hotspur                                | \| Samstag, 9. Mai 1981 in London (Wembley-Stadion) \| \| Ergebnis: 1:1 n. V. (1:1, 0:0) \| \| Zuschauer: 100.000 \| \| Schiedsrichter: Keith Hackett \| \| Spielbericht \|                                               | \| Samstag, 9. Mai 1981 in London (Wembley-Stadion) \| \| Ergebnis: 1:1 n. V. (1:1, 0:0) \| \| Zuschauer: 100.000 \| \| Schiedsrichter: Keith Hackett \| \| Spielbericht \|                        | Manchester City |
| Tottenham Hotspur                                | Milija Aleksic – Steve Perryman , Paul Miller, Graham Roberts, Chris Hughton – Ricardo Villa (68. Garry Brooke), Osvaldo Ardiles, Glenn Hoddle, Tony Galvin – Steve Archibald, Garth Crooks Cheftrainer: Keith Burkinshaw | Joe Corrigan – Ray Ranson, Nicky Reid, Tommy Caton, Bobby McDonald – Dave Bennett, Gerry Gow, Tommy Hutchison (105. Tony Henry), Paul Power – Kevin Reeves, Steve MacKenzie Cheftrainer: John Bond | Manchester City |
| Tottenham Hotspur                                | 1:1 Tommy Hutchison (79., Eigentor) | 0:1 Tommy Hutchison (30.) | Manchester City |
| Samstag, 9. Mai 1981 in London (Wembley-Stadion) | | |                 |
| Ergebnis: 1:1 n. V. (1:1, 0:0)                   | | |                 |
| Zuschauer: 100.000                               | | |                 |
| Schiedsrichter: Keith Hackett                    | | |                 |
| Spielbericht                                     | | |                 |

### Wiederholungsspiel
| Tottenham Hotspur                                    | Tottenham Hotspur | Manchester City | Manchester City |
| ---------------------------------------------------- | --- | --- | --------------- |
| Tottenham Hotspur                                    | \| Donnerstag, 14. Mai 1981 in London (Wembley-Stadion) \| \| Ergebnis: 3:2 (1:1) \| \| Zuschauer: 92.000 \| \| Schiedsrichter: Keith Hackett \| \| Spielbericht \|                                    | \| Donnerstag, 14. Mai 1981 in London (Wembley-Stadion) \| \| Ergebnis: 3:2 (1:1) \| \| Zuschauer: 92.000 \| \| Schiedsrichter: Keith Hackett \| \| Spielbericht \|                                  | Manchester City |
| Tottenham Hotspur                                    | Milija Aleksic – Steve Perryman , Paul Miller, Graham Roberts, Chris Hughton – Ricardo Villa, Osvaldo Ardiles, Glenn Hoddle, Tony Galvin – Steve Archibald, Garth Crooks Cheftrainer: Keith Burkinshaw | Joe Corrigan – Ray Ranson, Nicky Reid, Tommy Caton, Bobby McDonald (79. Dennis Tueart) – Dave Bennett, Gerry Gow, Tommy Hutchison, Paul Power – Kevin Reeves, Steve MacKenzie Cheftrainer: John Bond | Manchester City |
| Tottenham Hotspur                                    | 1:0 Ricardo Villa (8.) 2:2 Garth Crooks (70.) 3:2 Ricardo Villa (76.) | 1:1 Steve MacKenzie (11.) 1:2 Kevin Reeves (50.) | Manchester City |
| Donnerstag, 14. Mai 1981 in London (Wembley-Stadion) | | |                 |
| Ergebnis: 3:2 (1:1)                                  | | |                 |
| Zuschauer: 92.000                                    | | |                 |
| Schiedsrichter: Keith Hackett                        | | |                 |
| Spielbericht                                         | | |                 |